# Matn
för distriktet i Libanon, se Al Matn
Matn, متن, är inom islamisk teologi själva innehållet i en hadith. Matn är således texten om vad Muhammed sade, gjorde eller indikerade. Somliga skolor ger även vikt åt texter som behandlar vad Profetens följeslagare gjort eller sagt eller, som hos shiiterna, vad imamerna (Profetens ättlingar) sagt och gjort. Matns äkthet avgörs genom olika skolors och lärdas metoder av Isnad, det vill säga olika sätt att avgöra hadithens och därmed matns ursprung. 
Det som väger in är kedjan av tradenter och deras trovärdighet, och självklart vem som först berättade detta. Man skulle kunna tro, enligt många kritiker, att de lärda utan en större forskning förkastat de hadither som motsäger Koranen. 
De olika graderingarna en hadith kan ha, det vill säga de olika nivåerna av trovärdighet matn innehållet kan ha, är generellt fyra:
1. sahih; trovärdig
2. hasan; bra (ganska trovärdig)
3. da'if; svag trovärdighet
4. maudu’; påhitt, falsk berättelse

I relation till antalet återberättare i en kedja finns en gradering som kallas för mutawatir (مُتَواتِر, ordagrant "frekvent"). En mutawatir tradition förmedlas av så pass många återberättare att det inte är tänkbart att de har kommit överens om en osannhet, och därmed accepteras traditionen som obestridlig i dess sannhet. Antalet återberättare är ospecificerat. En hadith sägs vara mutawatir om den rapporterats av ett betydande, men ospecificerat, antal återberättare på varje nivå i återberättelsekedjan, och därmed når den efterföljande generationen genom flera berättelsekedjor som leder tillbaka till dess källa. Detta ger en bekräftelse på att hadithen autentiskt tillskrivs dess källa på en nivå över rimligt tvivel. Detta beror på att det är bortom historisk möjlighet att berättare ska ha kunnat konspirera för att skapa en berättelse.